# Tela Insecta
Tela Insecta était un réseau d'entomologistes francophones créé en 2004.
Il s'inspirait de Tela Botanica avec lequel il entretenait des relations de partenariat. 
Le réseau n'existe plus depuis 2016 faute de moyen et de ressources mais peut être relancé si le besoin existe.

## Contexte
Face à l'enjeu grandissant de protection et gestion restauratoire des ressources naturelles de la planète et pour répondre aux besoins de gestion et exploitation durable et soutenable de ces ressources, dans un contexte de manque de moyens humains, matériels et financiers face aux urgences écologiques, des scientifiques et naturalistes du domaine de la botanique puis de l'entomologie ont décidé de mettre en commun leurs efforts et de les rendre plus interdisciplinaires, autour de la connaissance des écosystèmes et du monde végétal et animal : floristique, faunistique, systématique, taxinomie, phytosociologie, phytogéographie, chorologie, écologie végétale, ethnobotanique, etc.
Tela Insecta est un nouveau réseau collaboratif d'acteurs spécialistes de ces questions, qui utilise notamment le Wiki pour mieux travailler ensemble.

## Historique
Le Réseau Tela Insecta a été créé à la suite du succès de Tela Botanica.

## Objectifs
Ses principaux objectifs sont :
- créer des liens entre les entomologistes francophones
- monter des projets collectifs
- collecter des données pour les mettre à disposition des entomologistes
- regrouper les initiatives concourant au développement de l'entomologie.

## Fonctionnement
Le Réseau Tela insecta s'adresse à toutes les personnes, physiques ou morales, intéressées par la connaissance et la protection du monde des insectes, dans une éthique de respect de la nature, de l'homme et de son environnement.
Son fonctionnement repose sur deux choix essentiels :
- la logique et l'éthique des réseaux collaboratifs pour le mode de participation des adhérents (cf les travaux de Jean-Michel Cornu)
- l'utilisation massive des TIC (Technologies de l'information et de la communication) comme vecteur d'échange entre les adhérents au travers de son portail Internet de l'entomologie francophone.

Les données et les documents sont pour l'essentiel diffusés sous une licence libre Creative Commons. Une collaboration étroite est établie avec Tela Botanica et donc avec le portail botanique francophone de Wikipédia Portail:Botanique. 
L'adhésion au Réseau Tela Insecta est libre et gratuite.

Elle donne la possibilité d'utiliser les moyens logistiques et techniques du Réseau pour monter et valoriser des projets, de participer aux différents collectifs animés dans le cadre du réseau et permet de recevoir par courrier électronique la lettre hebdomadaire des actualités botaniques francophones. 

L'adhésion s'effectue en ligne à partir d'Internet et un système de cartographie mondiale permet de visualiser la localisation des adhérents du réseau dans plus de 60 pays.
Les membres du Réseau disposent d'une possibilité d'expression et de proposition dans le cadre des forums de discussion et autres moyens consultatifs mis en place par le Réseau. Ils peuvent être consultés par le Comité de pilotage pour recueillir un avis sur des choix importants. Ils constituent un élément clé dans la dynamique et de la vie du Réseau.

## Les projets du réseau
- Un portail d'accueil (réalisé)
- Des listes de travail, discussion et partage d'information... voir ici la liste des ateliers http://www.tela-insecta.net/joomla/index.php?option=com_ateliers&Itemid=2100
- Mise en ligne de fiches insectes, un projet visant à agréger toutes sortes d'informations autour d'une espèce d'insecte ou d'arthropode - voir ici : Fiches insectes

NB : tous ces projets sont coopératifs et sous la même licence CC que Wikipédia 